# جس هارنل
جس هارنل (انگلیسی: Jess Harnell؛ زادهٔ ۲۳ دسامبر ۱۹۶۳ میلادی) بازیگر، صداپیشه و خواننده اهل ایالات متحده آمریکا است. وی از سال ۱۹۸۷ میلادی تاکنون مشغول فعالیت بوده‌است.

## گزیدهٔ آثار
- درون و بیرون (۲۰۱۵)
- مینیون‌ها (۲۰۱۵)
- هتل ترانسیلوانیا ۲ (۲۰۱۲)
- تبدیل‌شوندگان: نیمه تاریک ماه (۲۰۱۱)
- تام و جری در دیدار با شرلوک هولمز (۲۰۱۰)
- شکارچیان اژدها (۲۰۰۸)
- وال-ئی (۲۰۰۸)
- تبدیل‌شوندگان (۲۰۰۷)
- تام و جری: پرواز به سوی مریخ (۲۰۰۵)
- بانو و ولگرد ۲: ماجراجویی اسکمپ (۲۰۰۱)
- کاسپر با وندی ملاقات می‌کند (۱۹۹۸)
- علاءالدین و شاه دزدان (۱۹۹۶)
- پینکی و برین (۱۹۹۸–۱۹۹۵)
- یاکو و واکو (۱۹۹۹–۱۹۹۳)